# М'яка кімната
М'яка кімната (м'яка камера, ізолятор або кімната кризового втручання) — у психіатрії це закрита невелика кімната, в якій можна тримати пацієнтів під час важких психопатологічних нападів, за яких вони наражають на небезпеку себе та інших. Вони стіни з м'якою поверхнею, підлогою та іншими засобами безпеки.

## Опис

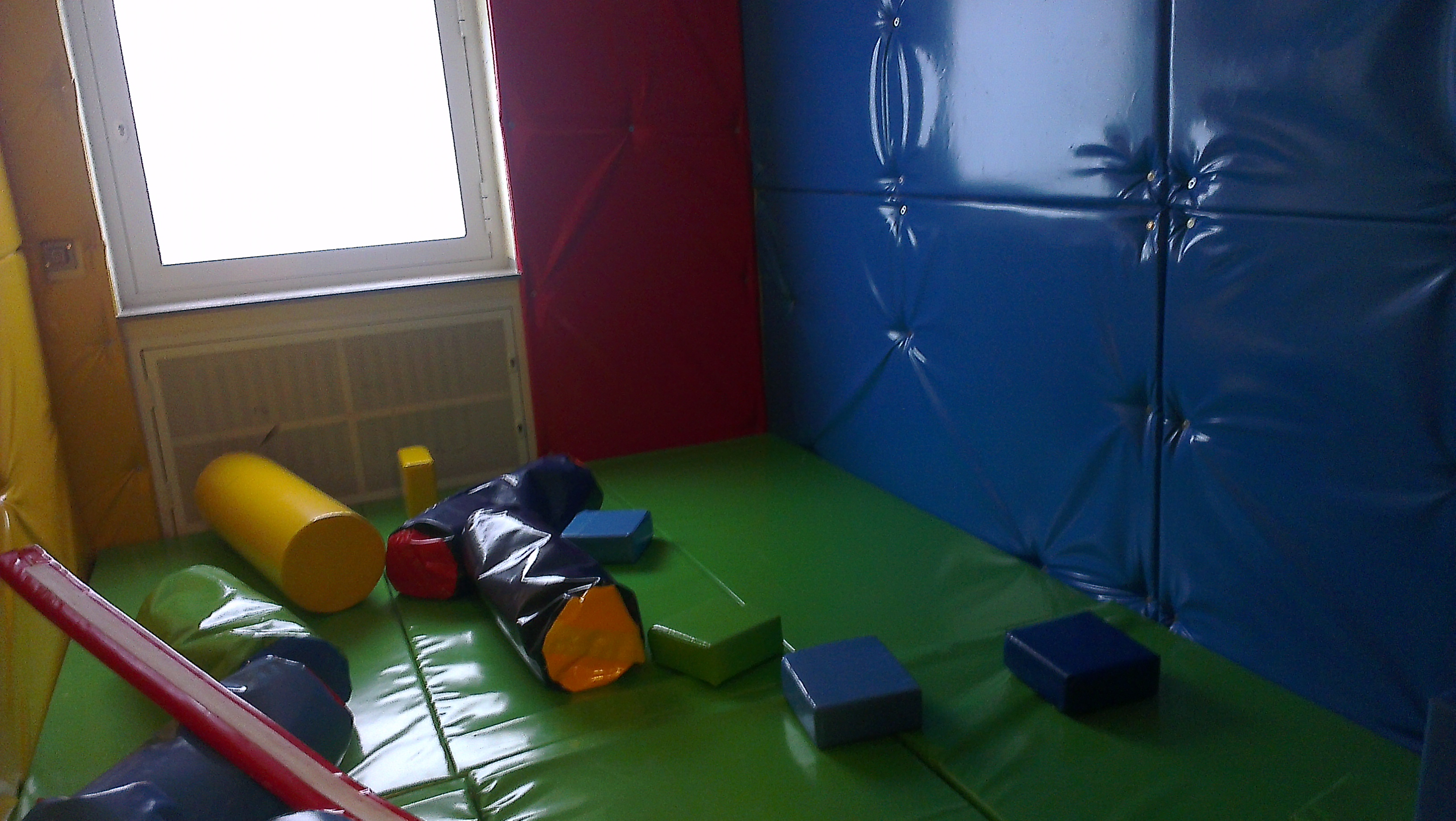
Кімната кризового втручання в клініці LWL Marl-Sinsen

М'які кімнати мають давню традицію в традиційній психіатрії. Ці простори тепер називають м'якими локаціями, оскільки цей термін має менше негативних конотацій. Вони представляли реакцію психіатрії на небезпеку самоушкодження серед пацієнтів, які проходили лікування. На додаток до гамівних сорочок, м'які камери були усталеними концепціями, які асоціювалися з психіатричними лікарнями (раніше відомими як божевільні) і часто негуманним або нелюдським поводженням. Оскільки зараз пацієнтів можна знерухомити за допомогою лікування спеціальними препаратами, гамівні сорочки та м'які кімнати рідко використовуються в більшості промислово розвинутих країн з 1980-х років.

### Передісторія
У 1784 році імператор Йосиф II наказав побудувати у Відні «будівлю для прийому та зцілення душевнохворих», яку пізніше також називали «божевільнею» або «вежею дурнів». Перший первинний лікар почав працювати там через 30 років. Перших мешканців будівлі прийняли 16 квітня 1784 року. До цього моменту психічно хворі перебували у в'язницях разом зі злочинцями. Цей новий заклад означав, що вперше вони могли отримувати медичну допомогу від власного лікаря або лікуватися в загальній лікарні. Співробітникам і опікунам було заборонено жорстоко поводитися з пацієнтами, що також було нововведенням. Ліки, що використовувалися (хоча й обмежено) для терапії, включали сіль Епсома, засіб від зубного каменю та хінну траву. Крім того, для лікування застосовували обливання крижаною водою. У 1839 році лікар Міхаель Вішанік (1792—1872) визначив, що ланцюги, якими були скуті «скажені божевільні» для їхнього власного захисту та захисту інших пацієнтів, остаточно заборонені для лікування. Як наслідок, з лікарні було вивезено 3000 кг заліза.
У ХІХ столітті в психіатрії була поширена практика одягати на пацієнта, який страждав від припадку шаленства, гамівну сорочку — винахід Бенджаміна Раша. Оскільки, попри цю куртку, існував ризик того, що пацієнт, наприклад, вдариться головою об стіну, його також можна було помістити в оббиту камеру. З появою нейролептиків у 1950-х роках фіксація або розміщення пацієнтів у м'яких камерах стала майже непотрібною.

### Будова та обладнання
Гумова або м'яка камера містить лише невелику кількість предметів. Меблі виготовлені з гумоподібних м'яких матеріалів, а всі доступні стіни, підлога та стеля обшиті пінополіуретаном. Такі м'які камери або кімнати кризового втручання іноді також існують у сучасних лікарнях. Обладнання включає кушетку та сидіння, обидва виготовлені з м'якого гумоподібного матеріалу. Часто включаються менші предмети, наповнені піною, на які пацієнти можуть вивести повітря. Підлогу і стіни іноді обшивають пінопластом і покривають дуже міцною поліетиленовою плівкою. Вікна, якщо вони є, прикріплені вгорі або їх можна відкрити лише через невелику щілину. М'яка камера також повинна мати оглядове віконце у дверях, яке дозволяє бачити кожен кут камери. У більш сучасних системах замість них часто встановлюються камери. Світло на стелі може вмикати та вимикати лише персонал.
У виправних установах є спеціально охоронювані кімнати для ув'язнення (BgH також «камери B»), а в австрійських в'язницях є спеціальні кімнати для ув'язнення (SHR), які служать для цієї мети. Оскільки вам доведеться залишатися там довше, окрім ліжка та сидінь, є також туалет навпочіпки та диспенсер для води. Світлом, а іноді навіть радіо і телебаченням можна керувати за допомогою неруйнівних перемикачів. Одяг і постільна білизна виготовлені з міцного матеріалу. Ув'язненим у цих камерах забороняється гуляти на подвір'ї, приймати відвідувачів і користуватися телефоном. Візити до лікаря, контакти з органами влади, а також судові слухання відбуваються біля дверей камери або через її віконце.

### Заходи безпеки в пенітенціарній системі
У Законі Федеративної Республіки Німеччини про забезпечення виконання заходів «ізоляція» визначена як один із кількох допустимих заходів безпеки. Якщо лікар призначає пацієнту ізоляцію, його поміщають у спеціально охоронювану кімнату (кімнату кризового втручання) без будь-яких небезпечних предметів на обмежений період часу. Це, зокрема, призначено для захисту пацієнта від самозагрози. Таким чином також слід виключити ризик третіх осіб (співпрацівників або співробітників).
Заходи примусу в кримінально-виконавчій системі повинні в першу чергу служити захисту пацієнта. Психіатр і лікар Нахла Сайме з Ліппштадта каже: «Психіатричні кризові втручання — це, звичайно, ситуації, в яких лікарі та медперсонал діють разом. Примусовий захід медичного характеру, у тому числі запобіжний, навіть ізоляційний режим з певним режимом спостереження може призначити лише лікар і призначити ліки лише лікарем. Але коли мова йде, наприклад, про участь у стримуванні, то якщо пацієнт сам знаходиться у групі високого ризику, наприклад, у контексті суїцидальної поведінки, якій неможливо запобігти інакше, то медсестринський персонал також бере участь у цьому».